# Tethocyathus endesa
Espèce
Statut CITES
Tethocyathus endesa est une espèce de coraux appartenant à la famille des Caryophylliidae.

## Publication originale
(en) Cairns, Häeussermann et Försterra, « A review of the Scleractinia (Cnidaria: Anthozoa) of Chile, with the description of two new species », Zootaxa, vol. 1018,‎ 2005, p. 15-46 (lire en ligne, consulté le 3 mars 2019).